# Liste der olympischen Medaillengewinner aus der Ukraine
Die Liste der olympischen Medaillengewinner aus der Ukraine zeigt alle seit der ersten Teilnahme der Ukraine 1994 bei Olympischen Spielen errungene Medaillen der Sportler. Vor 1994 waren die ukrainischen Teilnehmer unter der Flagge der Sowjetunion aufgelaufen.

## Medaillenbilanz
Im ewigen Medaillenspiegel platziert sich die Ukraine mit 41 Gold-, 43 Silber- und 76 Bronzemedaillen auf Platz 31 (Stand: August 2024). Hauptsächlich gewann das Land diese Medaillen bei Olympischen Sommerspielen (38/41/72), an denen es seit 1996 teilnimmt.
Erstmals trat die Ukraine 1994 bei Olympischen Winterspielen an und gewann dreimal Gold, zweimal Silber und viermal Bronze.
| Ukraine bei den Olympischen Sommerspielen                                           | Ukraine bei den Olympischen Sommerspielen | Ukraine bei den Olympischen Sommerspielen | Ukraine bei den Olympischen Sommerspielen | Ukraine bei den Olympischen Sommerspielen | Ukraine bei den Olympischen Sommerspielen |      | Ukraine bei den Olympischen Winterspielen | Ukraine bei den Olympischen Winterspielen | Ukraine bei den Olympischen Winterspielen | Ukraine bei den Olympischen Winterspielen | Ukraine bei den Olympischen Winterspielen | Ukraine bei den Olympischen Winterspielen |
| Jahr                                                                                | Gold                                      | Silber                                    | Bronze                                    | Gesamt                                    | Rang                                      | Jahr | Gold                                      | Silber                                    | Bronze                                    | Gesamt                                    | Rang                                      |                                           |
| 1996                                                                                | 9                                         | 2                                         | 12                                        | 23                                        | 9                                         |      | 1994                                      | 1                                         | 0                                         | 1                                         | 2                                         | 13                                        |
| 2000                                                                                | 3                                         | 10                                        | 10                                        | 23                                        | 21                                        |      | 1998                                      | 0                                         | 1                                         | 0                                         | 1                                         | 18                                        |
| 2004                                                                                | 8                                         | 5                                         | 9                                         | 22                                        | 12                                        |      | 2002                                      | 0                                         | 0                                         | 0                                         | 0                                         |                                           |
| 2008                                                                                | 7                                         | 4                                         | 11                                        | 22                                        | 11                                        |      | 2006                                      | 0                                         | 0                                         | 2                                         | 2                                         | 25                                        |
| 2012                                                                                | 5                                         | 4                                         | 10                                        | 19                                        | 14                                        |      | 2010                                      | 0                                         | 0                                         | 0                                         | 0                                         |                                           |
| 2016                                                                                | 2                                         | 5                                         | 4                                         | 11                                        | 31                                        |      | 2014                                      | 1                                         | 0                                         | 1                                         | 2                                         | 20                                        |
| 2020                                                                                | 1                                         | 6                                         | 12                                        | 19                                        | 44                                        |      | 2018                                      | 1                                         | 0                                         | 0                                         | 1                                         |                                           |
| 2024                                                                                | 3                                         | 5                                         | 4                                         | 12                                        | 22                                        |      | 2022                                      | 0                                         | 1                                         | 0                                         | 1                                         | 25                                        |
| Gesamt                                                                              | 38                                        | 41                                        | 72                                        | 151                                       |                                           |      | Gesamt                                    | 3                                         | 2                                         | 4                                         | 9                                         |                                           |
| \| \| Gold \| Silber \| Bronze \| Gesamt \| \| Ges. S+W \| 41 \| 43 \| 76 \| 160 \| |                                           |                                           |                                           |                                           |                                           |      |                                           |                                           |                                           |                                           |                                           |                                           |
|                                                                                     | Gold                                      | Silber                                    | Bronze                                    | Gesamt                                    |                                           |      |                                           |                                           |                                           |                                           |                                           |                                           |
| Ges. S+W                                                                            | 41                                        | 43                                        | 76                                        | 160                                       |                                           |      |                                           |                                           |                                           |                                           |                                           |                                           |

## Medaillengewinner

### A
- Oleksandr Abramenko – Freestyle-Skiing (1–1–0)
2018 Pyeongchang: Gold, Freestyle-Skiing Springen
2022 Peking: Silber, Freestyle-Skiing Springen
- Artur Ajwasjan – Schießen (1–0–0)
2008 Peking: Gold, Schießen
- Maryna Aleksijiwa – Synchronschwimmen (0–0–1)
2020 Tokio: Bronze, Gruppe
- Wladyslawa Aleksijiwa – Synchronschwimmen (0–0–1)
2020 Tokio: Bronze, Gruppe
- Walerij Andrijzew – Ringen (0–1–0)
2012 London: Silber, Freistil Mittelgewicht Herren
- Olena Antonowa – Leichtathletik (0–1–0)
2008 Peking: Silber, Diskuswurf Damen

### B
- Inha Babakowa – Leichtathletik (0–0–1)
1996 Atlanta: Bronze, Hochsprung Damen
- Oleksandr Bahatsch – Leichtathletik (0–0–1)
1996 Atlanta: Bronze, Kugelstoßen Herren
- Oksana Bajul – Eiskunstlauf (1–0–0)
1994 Lillehammer: Gold, Damen
- Julija Bakastowa – Fechten (1–0–0)
2024 Paris: Gold, Säbel Mannschaft Damen
- Hanna Balabanowa – Kanu (0–0–1)
2004 Athen: Bronze, Kajak-Vierer 500 m Damen
- Schan Belenjuk – Ringen (1–1–1)
2016 Rio de Janeiro: Silber, Ringen Gr.-röm. bis 85 kg
2020 Tokio: Gold, Ringen Gr.-röm. bis 87 kg
2024 Paris: Bronze, Ringen Gr.-röm. bis 87 kg
- Oleksandr Beresch – Turnen (0–1–1)
2000 Sydney: Bronze, Mehrkampf Einzel Herren
2000 Sydney: Silber, Mehrkampf Mannschaft Herren
- Denys Berintschyk – Boxen (0–1–0)
2012 London: Silber, Halbweltergewicht Herren
- Hanna Bessonowa – Rhythmische Sportgymnastik (0–0–2)
2004 Athen: Bronze, Einzel
2008 Peking: Bronze, Einzel
- Serhij Bilouschtschenko – Rudern (0–0–1)
2004 Athen: Bronze, Doppelvierer Herren
- Darja Bilodid – Judo (0–0–1)
2020 Tokio: Bronze, Superleichtgewicht Damen
- Bohdan Bondarenko – Hochsprung (0–0–1)
2016 Rio de Janeiro: Bronze Hochsprung
- Natalja Borissenko – Handball (0–0–1)
2004 Athen: Bronze, Damen
- Anastassija Borodina – Handball (0–0–1)
2004 Athen: Bronze, Damen
- Jewhen Braslawez – Segeln (1–0–0)
1996 Atlanta: Gold, 470er Herren
- Jelysaweta Bryshina – Leichtathletik (0–0–1)
2012 London: Bronze, 4 × 100 m Damen
- Natalija Burdejna – Bogenschießen (0–1–0)
2000 Sydney: Silber, Mannschaft Damen
- Hanna Burmistrowa – Handball (0–0–1)
2004 Athen: Bronze, Damen
- Jewhen Buslowytsch – Ringen (0–1–0)
2000 Sydney: Silber, Freistil Bantamgewicht Herren

### C
- Olha Charlan – Fechten (2–1–3)
2008 Peking: Gold, Säbel Mannschaft Damen
2012 London: Bronze, Säbel Einzel Damen
2016 Rio de Janeiro: Silber, Säbel Mannschaft Damen; Bronze, Säbelfechten Einzel (Frauen)
2024 Paris: Gold, Säbel Mannschaft Damen; Bronze, Säbelfechten Einzel (Frauen)
- Olena Chomrowa – Fechten (1–0–0)
2008 Peking: Gold, Säbel Mannschaft Damen
- Oleksandr Chyschnjak – Boxen (1–1–0)
2020 Tokio: Silber, Boxen – Mittelgewicht
2024 Paris: Gold, Boxen – Halbschwergewicht

### D
- Taras Danko – Ringen (0–0–1)
2008 Peking: Bronze, Freistil Mittelgewicht Herren
- Jana Dementjewa – Rudern (1–0–0)
2012 London: Gold, Doppelvierer Damen
- Natalija Dobrynska – Leichtathletik (1–0–0)
2008 Peking: Gold, Siebenkampf
- Natalija Dowhodko – Rudern (1–0–0)
2012 London: Gold, Doppelvierer Damen
- Sergei Dozenko – Boxen (0–1–0) → ab 2014: 
2000 Sydney: Silber, Weltergewicht Herren
- Julija Dschyma – Biathlon (1–0–1)
2014 Sotschi: Gold, Staffel Damen

### F
- Oleksandr Fedenko – Radsport (0–1–0)
2000 Sydney: Silber, 4000 m Mannschaftsverfolgung
- Andrij Fedtschuk – Boxen (0–0–1)
2000 Sydney: Bronze, Halbschwergewicht Herren
- Marta Fjedina – Synchronschwimmen (0–0–2)
2020 Tokio: Bronze, Gruppe
2020 Tokio: Bronze, Duett
- Inna Frolowa – Rudern (0–1–0)
1996 Atlanta: Silber, Doppelvierer Damen

### H
- Iryna Heraschtschenko – Leichtathletik (0–0–1)
2024 Paris: Bronze, Hochsprung Damen
- Wjatscheslaw Hlaskow – Boxen (0–0–1)
2008 Peking: Bronze, Superschwergewicht Herren
- Roman Hontjuk – Judo (0–1–1)
2004 Athen: Silber, Halbmittelgewicht Herren
2008 Peking: Bronze, Halbmittelgewicht Herren
- Iryna Hontscharowa – Handball (0–0–1)
2004 Athen: Bronze, Damen
- Ruslan Hontscharow – Eiskunstlauf (0–0–1)
2006 Turin: Bronze, Eistanz
- Walerij Hontscharow – Turnen (1–1–0)
2004 Athen: Gold, Barren Herren
2000 Sydney: Silber, Mehrkampf Mannschaft Herren
- Stanislaw Horuna – Karate (0–0–1)
2020 Tokio: Bronze, Kumite bis 75 kg Herren
- Denys Hotfrid – Gewichtheben (0–0–1)
1996 Atlanta: Bronze, Schwergewicht Herren
- Olena Howorowa – Leichtathletik (0–0–1)
2000 Sydney: Bronze, Dreisprung Damen
- Dmytro Hratschow – Bogenschießen (0–0–1)
2004 Athen: Bronze, Mannschaft Herren
- Elena Hruschyna – Eiskunstlauf (0–0–1)
2006 Turin: Bronze, Eistanz
- Oleksandr Hwosdyk – Boxen (0–0–1)
2012 London: Bronze, Halbschwergewicht Herren

### J
- Jelysaweta Jachno – Synchronschwimmen (0–0–1)
2020 Tokio: Bronze, Gruppe
- Dmytro Jantschuk – Kanu (0–0–1)
2016 Rio de Janeiro: Bronze, C2 1000 m
- Iryna Janowytsch – Radsport (0–0–1)
2000 Sydney: Bronze, Sprint Damen
- Hanna Jaroschtschuk – Leichtathletik (0–0–1)
2012 Rio de Janeiro: Bronze, 4 × 400 m, Damen
- Olena Jazenko – Handball (0–0–1)
2004 Athen: Bronze, Damen
- Lilija Jefremowa – Biathlon (0–0–1) → bis 2002:  → 2002–2003: 
2006 Turin: Bronze, 7,5 km Sprint Damen
- Jurij Jermakow – Turnen (0–0–1)
1996 Atlanta: Bronze, Mehrkampf Mannschaft Herren

### K
- Andrij Kalaschnykow – Ringen (0–0–1)
1996 Atlanta: Bronze, gr.-röm. Stil Fliegengewicht
- Hanna Kalinina – Segeln (0–1–0)
2004 Athen: Silber, Yngling Damen
- Lessja Kalytowska – Radsport (0–0–1)
2008 Peking: Bronze, Einzelverfolgung Damen
- Wladimir Klitschko – Boxen (1–0–0)
1996 Atlanta: Gold, Schwergewicht
- Jana Klotschkowa – Schwimmen (4–1–0)
2000 Sydney: Gold, 200 m Lagen Damen
2000 Sydney: Gold, 400 m Lagen Damen
2004 Athen: Gold, 200 m Lagen Damen
2004 Athen: Gold, 400 m Lagen Damen
2000 Sydney: Silber, 800 m Damen
- Mychajlo Kochan – Leichtathletik (0–0–1)
2024 Paris: Bronze Hammerwurf Herren
- Iryna Koljadenko – Ringen (0–1–1)
2020 Tokio: Bronze, Freistilringen Mittelgewicht Frauen
2024 Paris: Silber, Freistilringen Mittelgewicht Frauen
- Alina Komaschtschuk – Fechten (1–1–0)
2016 Rio de Janeiro: Silber, Säbel Mannschaft Damen
2024 Paris: Gold, Säbel Mannschaft Damen
- Ihor Korobtschinskyj – Turnen (0–0–1)
1996 Atlanta: Bronze, Mehrkampf Mannschaft Herren
- Oleh Kossjak – Turnen (0–0–1)
1996 Atlanta: Bronze, Mehrkampf Mannschaft Herren
- Olena Kostewytsch – Sportschießen (1–0–3)
2004 Athen: Gold, Luftpistole Damen
2012 London: Bronze, Sportpistole Damen
2012 London: Bronze, Luftpistole Damen
2020 Tokio: Bronze, 10 m Luftpistole (Mixed)
- Andreas Kotelnik – Boxen (0–1–0)
2000 Sydney: Silber, Leichtgewicht Herren
- Anastassija Koschenkowa – Rudern (1–0–0)
2012 London: Gold, Doppelvierer Damen
- Illja Kowtun – Turnen (0–1–0)
2024 Paris: Silber Barren Herren
- Olena Krassowska – Leichtathletik (0–1–0)
2004 Athen: Silber, 100 m Hürden Damen
- Olena Krawazka – Fechten (1–1–0)
2016 Rio de Janeiro: Silber, Säbel Mannschaft Damen
2024 Paris: Gold, Säbel Mannschaft Damen
- Inessa Krawez – Leichtathletik (1–0–0)
1996 Atlanta: Gold, Dreisprung Damen
- Oleksandr Krykun – Leichtathletik (0–0–1)
1996 Atlanta: Bronze, Hammerwurf Herren
- Serhij Kulisch – Sportschießen (0–2–0)
2016 Rio de Janeiro: Silber, Luftgewehr 10 m Männer
2024 Paris: Silber, Kleinkaliber Dreistellungskampf Männer
- Illja Kwascha – Wasserspringen (0–0–1)
2008 Peking: Bronze, Synchronspringen 3 m Herren
- Oleh Kyrjuchin – Boxen (0–0–1)
1996 Atlanta: Bronze, Halbfliegengewicht Herren

### L
- Heorhij Leontschuk – Segeln (0–1–0)
2004 Athen: Silber, 49er
- Wassyl Lomatschenko – Boxen (2–0–0)
2008 Peking: Gold, Federgewicht Herren
2012 London: Gold, Leichtgewicht Herren
- Iryna Lischtschynska – Leichtathletik (0–1–0)
2008 Peking: Silber, 1500 m Damen
- Natalija Ljapina – Handball (0–0–1)
2004 Athen: Bronze, Damen
- Alina Lohwynenko – Leichtathletik (0–0–1)
2012 Rio de Janeiro: Bronze, 4 × 400 m, Damen
- Rodion Luka – Segeln (0–1–0)
2004 Athen: Silber, 49er
- Ljudmyla Lusan – Kanu (0–2–1)
2020 Tokio: Silber, Zweier-Canadier 500 m Frauen
2020 Tokio: Bronze, Einer-Canadier 200 m Frauen
2024 Paris: Silber, Zweier-Canadier 500 m Frauen
- Oleh Lykow – Rudern (0–0–1)
2004 Athen: Bronze, Doppelvierer Herren

### M
- Jaroslawa Mahutschich – Leichtathletik (1–0–1)
2020 Tokio: Bronze, Hochsprung Damen
2024 Paris: Gold, Hochsprung Damen
- Halyna Markuschewska – Handball (0–0–1)
2004 Athen: Bronze, Damen
- Ruslan Maschurenko – Judo (0–0–1)
2000 Sydney: Bronze, Mittelgewicht Herren
- Switlana Matewuschewa – Segeln (0–1–0)
2004 Athen: Silber, Yngling Damen
- Ihor Matwijenko – Segeln (1–0–0)
1996 Atlanta: Gold, 470er Herren
- Serhij Matwjejew – Radsport (0–1–0)
2000 Sydney: Silber, 4000 m Mannschaftsverfolgung
- Switlana Masij – Rudern (0–1–0)
1996 Atlanta: Silber, Doppelvierer Damen
- Irina Melnik – Ringen (1–0–1)
2004 Athen: Gold, bis 48 kg Damen
2008 Peking: Bronze, Freistil Federgewicht Damen
- Ruslan Mesenzew – Turnen (0–1–0)
2000 Sydney: Silber, Mehrkampf Mannschaft Herren
- Dina Miftachutdynowa – Rudern (0–1–0)
1996 Atlanta: Silber, Doppelvierer Damen
- Mykola Miltschew – Schießen (1–0–0)
2000 Sydney: Gold, Skeet Herren
- Taras Mischtschuk – Kanu (0–0–1)
2016 Rio de Janeiro: Bronze, C2 1000 m
- Hryhorij Missjutin – Turnen (0–0–1)
1996 Atlanta: Bronze, Mehrkampf Mannschaft Herren

### N
- Parwis Nassibow – Ringen (0–2–0)
2020 Tokio: Silber, Gr.-röm. Stil Leichtgewicht
2024 Paris: Silber, Gr.-röm. Stil Leichtgewicht
- Jurij Nikitin – Trampolinturnen (1–0–0)
2004 Athen: Gold, Herren

### O
- Wjatscheslaw Oleinik – Ringen (1–0–0)
1996 Atlanta: Gold, Gr.-Röm. Halbschwergewicht
- Oleh Omeltschuk – Sportschießen (0–0–1)
2020 Tokio: Bronze, 10 m Luftpistole (Mixed)
- Inna Ossypenko – Kanu (1–2–1) → OS 2016: 
2008 Peking: Gold, Einer-Kajak 500 m Damen
2012 London: Silber, Einer-Kajak 200 m Damen
2012 London: Silber, Einer-Kajak 500 m Damen
2004 Athen: Bronze, Kajak-Vierer 500 m Damen

### P
- Olena Pacholtschyk – Segeln (0–0–2)
1996 Atlanta: Bronze, 470er Damen
2000 Sydney: Bronze, 470er Damen
- Julija Paratowa – Gewichtheben (0–0–1)
2012 London: Silber, Olympische Sommerspiele 2012/Gewichtheben#Klasse bis 53 kg (Federgewicht)
- Walerij Pereschkura – Turnen (0–1–0)
2000 Sydney: Silber, Mehrkampf Mannschaft Herren
- Oleksandr Petriw – Schießen (1–0–0)
2008 Peking: Gold, Schnellfeuerpistole Herren
- Olena Petrowa – Biathlon (0–1–0)
1998 Nagano: Silber, 15 km Damen
- Olena Pidhruschna – Biathlon (1–0–1)
2014 Sotschi: Gold, Staffel Damen
- Lilija Podkopajewa – Turnen (2–1–0)
1996 Atlanta: Gold, Mehrkampf Einzel Damen
1996 Atlanta: Gold, Boden Damen
1996 Atlanta: Silber, Schwebebalken Damen
- Olessja Powch – Leichtathletik (0–0–1)
2012 London: Bronze, 4 × 100 m Damen
- Oleksij Pryhorow – Wasserspringen (0–0–1)
2008 Peking: Bronze, Synchronspringen 3 m Herren
- Halyna Pundyk – Fechten (1–0–0)
2008 Peking: Gold, Säbel Mannschaft Damen
- Natalija Pyhyda – Leichtathletik (0–0–1)
2012 Rio de Janeiro: Bronze, 4 × 400 m, Damen

### R
- Ihor Radiwilow – Turnen (0–0–1)
2012 London: Bronze, Pferdsprung Herren
- Olena Radtschenko – Handball (0–0–1)
2004 Athen: Bronze, Damen
- Oksana Rajchel – Handball (0–0–1)
2004 Athen: Bronze, Damen
- Ihor Rasorjonow – Gewichtheben (0–1–0)
2004 Athen: Silber, Schwergewicht Herren
- Ihor Rejslin – Fechten (0–0–1)
2020 Tokio: Bronze, Degen
- Kateryna Resnik – Synchronschwimmen (0–0–1)
2020 Tokio: Bronze, Gruppe
- Hanna Risatdinowa – Rhythmische Sportgymnastik (0–0–1)
2016 Rio de Janeiro: Bronze, Mehrkampf Einzel
- Marija Rjemjen – Leichtathletik (0–0–1)
2012 London: Bronze, 4 × 100 m Damen
- Mychajlo Romantschuk – Schwimmen (0–1–1)
2020 Tokio: Silber, 1500 m Freistil
2020 Tokio: Bronze, 800 m Freistil
- Olena Ronschyna – Rudern (0–1–0)
1996 Atlanta: Silber, Doppelvierer Damen
- Wiktor Ruban – Bogenschießen (1–0–1)
2004 Athen: Bronze, Mannschaft Herren
2008 Peking: Gold, Einzel Herren

### S
- Olena Sadownytscha – Bogenschießen (0–1–1)
1996 Atlanta: Bronze, Einzel Damen
2000 Sydney: Silber, Mannschaft Damen
- Olha Saladucha – Leichtathletik (0–0–1)
2012 London: Bronze, Dreisprung Damen
- Dawid Saldadse – Ringen (0–1–0)
2000 Sydney: Silber, Gr.-röm. Stil Schwergewicht
- Sasa Sasirow – Ringen (0–0–1)
1996 Atlanta: Bronze, Freistil Leichtgewicht
- Larissa Saspa – Handball (0–0–1)
2004 Athen: Bronze, Damen
- Anastassija Sawtschuk – Synchronschwimmen (0–0–2)
2020 Tokio: Bronze, Gruppe
2020 Tokio: Bronze, Duett
- Wolodymyr Schamenko – Turnen (0–0–1)
1996 Atlanta: Bronze, Mehrkampf Mannschaft Herren
- Leonid Schaposchnykow – Rudern (0–0–1)
2004 Athen: Bronze, Doppelvierer Herren
- Rustam Scharipow – Turnen (1–0–1)
1996 Atlanta: Gold, Barren Herren
1996 Atlanta: Bronze, Mehrkampf Mannschaft Herren
- Jana Schemjakina – Fechten (1–0–0)
2012 London: Gold, Degen Einzel Damen
- Ljudmyla Schewtschenko – Handball (0–0–1)
2004 Athen: Bronze, Damen
- Olha Schownir – Fechten (1–0–0)
2008 Peking: Gold, Säbel Mannschaft Damen
- Olena Schupina – Wasserspringen (0–0–1)
2000 Sydney: Bronze, Synchronspringen 3 m Damen
- Alina Schynkarenko – Synchronschwimmen (0–0–1)
2020 Tokio: Bronze, Gruppe
- Tetjana Schynkarenko – Handball (0–0–1)
2004 Athen: Bronze, Damen
- Walentyna Semerenko – Biathlon (1–0–0)
2014 Sotschi: Gold, Staffel Damen
- Wita Semerenko – Biathlon (1–0–1)
2014 Sotschi: Gold, Staffel Damen
2014 Sotschi: Gold, Sprint Damen
- Olha Semljak – Leichtathletik (0–0–1)
2012 Rio de Janeiro: Bronze, 4 × 400 m, Damen
- Tetjana Semykina – Kanu (0–0–1)
2004 Athen: Bronze, Kajak-Vierer 500 m Damen
- Andrij Serdinow – Schwimmen (0–0–1)
2004 Athen: Bronze, 100 m Schmetterling Herren
- Kateryna Serdjuk – Bogenschießen (0–1–0)
2000 Sydney: Silber, Mannschaft Damen
- Oleksandr Serdjuk – Bogenschießen (0–0–1)
2004 Athen: Bronze, Mannschaft Herren
- Kateryna Serebrjanska – Rhythmische Sportgymnastik (1–0–0)
1996 Atlanta: Gold, Einzel
- Taras Shelestyuk – Boxen (0–0–1)
2012 London: Bronze, Weltergewicht Herren
- Wladimir Sidorenko – Boxen (0–0–1)
2000 Sydney: Bronze, Fliegengewicht Herren
- Hanna Sjukalo – Handball (0–0–1)
2004 Athen: Bronze, Damen
- Natalija Skakun – Gewichtheben (1–0–0)
2004 Athen: Gold, Mittelgewicht Damen
- Hanna Sorokina – Wasserspringen (0–0–1)
2000 Sydney: Bronze, Synchronspringen 3 m Damen
- Roman Sosulja – Turnen (0–1–0)
2000 Sydney: Silber, Mehrkampf Mannschaft Herren
- Andrij Stadnik – Ringen (0–1–0)
2008 Peking: Silber, Freistil Leichtgewicht Herren
- Olena Starykowa – Radsport (0–1–0)
2020 Tokio: Silber, Sprint Bahn Damen
- Wita Stjopina – Leichtathletik (0–0–1)
2004 Athen: Bronze, Hochsprung Damen
- Chrystyna Stuj – Leichtathletik (0–0–1)
2012 London: Bronze, 4 × 100 m Damen
- Jurij Suchorukow – Schießen (0–1–0)
2008 Peking: Silber, Dreistellungskampf Herren
- Oleksandr Switlytschnyj – Turnen (0–1–1)
1996 Atlanta: Bronze, Mehrkampf Mannschaft Herren
2000 Sydney: Silber, Mehrkampf Mannschaft Herren
- Elina Switolina – Tennis (0–0–1)
2020 Tokio: Bronze, Dameneinzel
- Ksenija Sydorenko – Synchronschwimmen (0–0–1)
2020 Tokio: Bronze, Gruppe
- Denys Sylantjew – Schwimmen (0–1–0)
2000 Sydney: Silber, 200 m Schmetterling Damen
- Oleksandr Symonenko – Radsport (0–1–0)
2000 Sydney: Silber, 4000 m Mannschaftsverfolgung

### T
- Tymur Tajmasow – Gewichtheben (1–0–0)
1996 Atlanta: Gold, 2 Schwergewicht
- Ruslana Taran – Segeln (0–1–2)
1996 Atlanta: Bronze, 470er Damen
2000 Sydney: Bronze, 470er Damen
2004 Athen: Silber, Yngling Damen
- Kateryna Tarassenko – Rudern (1–0–0)
2012 London: Gold, Doppelvierer Damen
- Elbrus Tedejew – Ringen (1–0–1)
1996 Atlanta: Bronze, Freistil Federgewicht
2004 Athen: Gold, Freistil Leichtgewicht
- Tetjana Tereschtschuk-Antipowa – Leichtathletik (0–0–1)
2004 Athen: Bronze, 400 m Hürden Damen
- Anschelika Terljuha – Karate (0–1–0)
2020 Tokio: Silber, Karate, 55 kg Frauen
- Natalija Tobias – Leichtathletik (0–0–1)
2008 Peking: Bronze, 1500 m Damen
- Wladyslaw Tretjak – Fechten (0–0–1)
2004 Athen: Bronze, Säbel Herren
- Jurij Tscheban – Kanu (2–0–1)
2008 Peking: Bronze, Einer Canadier 500 m Herren
2012 London: Gold, Einer Canadier 200 m Herren
2016 Rio de Janeiro: Gold, Einer Canadier 200 m Herren
- Olena Tscherewatowa – Kanu (0–0–1)
2004 Athen: Bronze, Kajak-Vierer 500 m Damen
- Alla Tscherkassowa – Ringen (0–0–1)
2020 Tokio: Bronze, Ringen bis 68 kg, Frauen
- Serhij Tschernjawskyj – Radsport (0–1–0)
2000 Sydney: Silber, 4000 m Mannschaftsverfolgung
- Anastassija Tschetwerikowa – Kanu (0–2–0)
2020 Tokio: Silber, Zweier-Canadier 500 m Frauen
2024 Paris: Silber, Zweier-Canadier 500 m Frauen
- Oksana Zyhuljowa – Trampolinturnen (0–1–0)
2000 Sydney: Silber, Damen
- Pawlo Tymoschtschenko – Moderner Fünfkampf (0–1–0)
2016 Rio de Janeiro: Silber, Männer

### U
- Oleksandr Ussyk – Boxen (1–0–0)
2012 London: Gold, Schwergewicht Herren

### W
- Armen Wardanjan – Ringen (0–0–1) → bis 1999: 
2008 Peking: Bronze, Gr.-röm. Stil Leichtgewicht
- Marina Werheljuk – Handball (0–0–1)
2004 Athen: Bronze, Damen
- Oleh Wernjajew – Gerätturnen (1–1–0)
2016 Rio de Janeiro: Silber, Einzelmehrkampf; Gold, Barren
- Olena Witrytschenko – Rhythmische Sportgymnastik (0–0–1)
1996 Atlanta: Bronze, Einzel
- Oleksandr Worobjow – Turnen (0–0–1)
2008 Peking: Bronze, Ringe Herren
- Olena Woronina – Fechten (0–1–0)
2016 Rio de Janeiro: Silber, Säbel Mannschaft Damen

### Z
- Walentyna Zerbe-Nessina – Biathlon (0–0–1)
1994 Lillehammer: Gold, 7,5 km Damen
- Olena Zyhyzja – Handball (0–0–1)
2004 Athen: Bronze, Damen